# Černý kámen

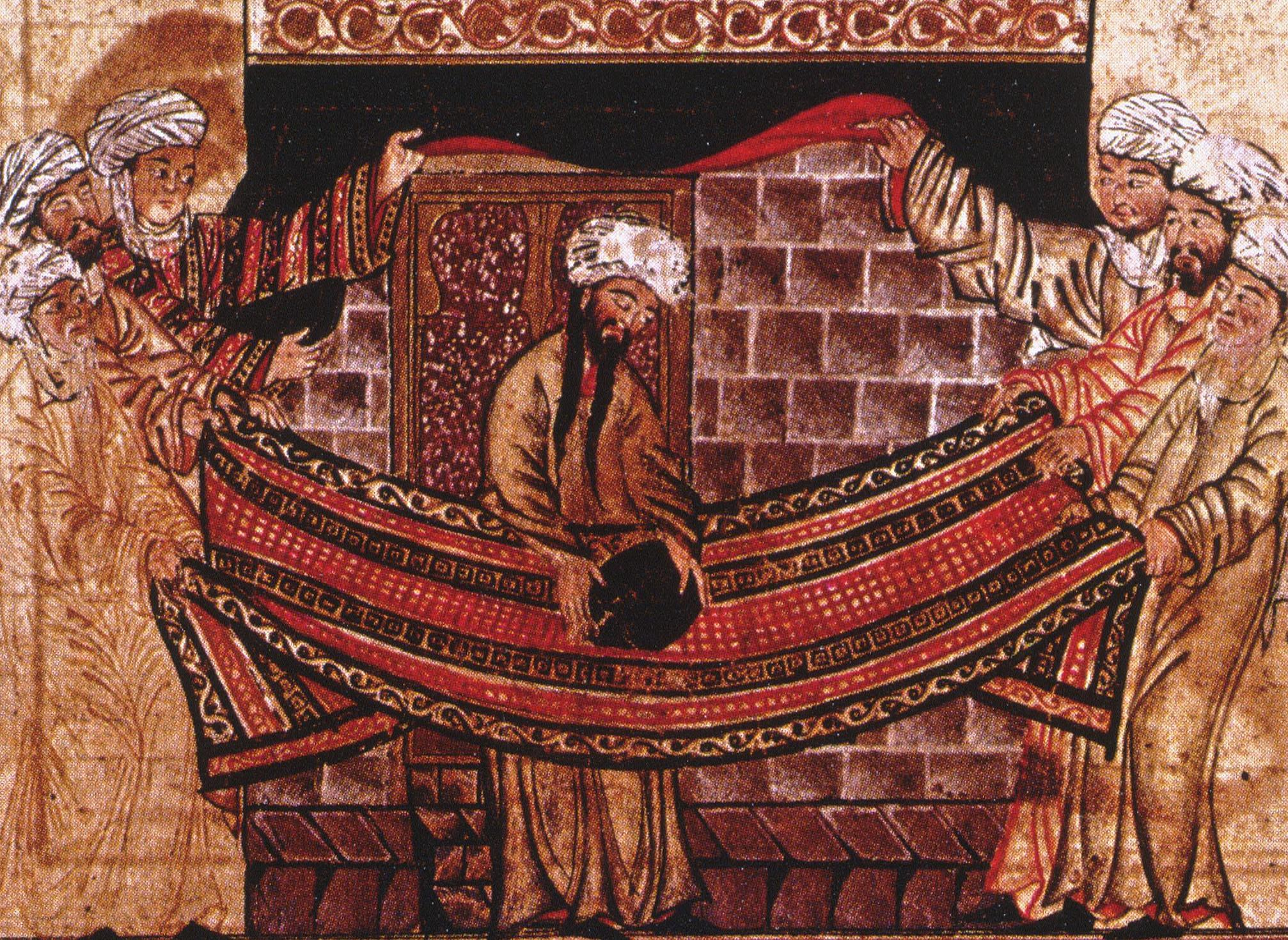
Mohamed zvedající Černý kámen na ilustraci ze začátku 14. století

Černý kámen je zasazen do východního rohu svatyně Ka'ba ve stříbrném prstenci. V knize Příběhy Proroků se píše, že tento kámen byl snesen andělem Gabrielem z ráje a původně byl bílý, ale doteky lidí „pošpiněných“ hříchy jej časem zčernaly. Kámen má zhruba 30 cm v průměru a je uložen ve výšce jednoho a půl metru nad zemí.
Kámen je však spojován také s prorokem Mohamedem. Podle tradice chtěli kmenoví náčelníci při rekonstrukci svatyně Ka'ba po velkém požáru usadit černý kámen zpět do základů, ale nemohli se shodnout, kdo z nich bude mít tu čest tak učinit. Nakonec se usnesli, že rozhodnutí bouřlivých sporů přenechají prvnímu muži, který půjde okolo. Tím mužem byl právě prorok Mohamed. Po vyslechnutí náčelníků navrhl, aby kámen položili na kus látky, tu uchopili a kámen na místo přenesli společně.
Poutníci obcházející Ká'bu (tawáf) v době hadždže se snaží kámen políbit po vzoru islámského proroka Mohameda. Umar ibn Chattáb řekl černému kameni, který je umístěn v rohu Káby: „Vím, že jsi jen kámen a nemůžeš mi ani ublížit, ani být k užitku. Kdybych neviděl Proroka dotknout (políbit) se tě, nikdy bych se tě nedotkl (nepolíbil tě).“ (Buchárí)
O jaký druh kamene se skutečně jedná, není přesně známo. Patrně se jedná o bazalt či meteorit.